# La République des voleurs
La République des voleurs (titre original : The Republic of Thieves) est un roman de fantasy et d'aventures écrit par Scott Lynch, publié aux États-Unis en 2013 puis traduit en français et publié aux éditions Bragelonne en 2014. Le roman est le troisième tome de la série Les Salauds Gentilshommes.

## Publications
Le roman a été publié aux États-Unis en 2013.
Traduit en français, il a été publié aux éditions Bragelonne en 2014, puis chez J'ai lu en 2015.

## Personnages
- Locke Lamora : héros du roman.
- Jean Tannen : voleur, meilleur ami de Locke Lamora.
- Archedama Patience : Mage Esclave de Khartain

## Résumé
A l'issue de séjour à Tal Verrar, Locke a été empoisonné dans le tome précédent et meurt lentement. Son ami Jean Tannen essaie de le faire soigner, mais sans succès : le poison de l'alchimiste de l'Archon est très puissant et on ne lui connaît aucun antidote.
Une femme se présente alors au domicile des deux hommes. Elle dit s'appeler Archedama Patience et être un Mage Esclave de Khartain. Elle leur propose un contrat : si Locke et Jean acceptent de remplir une mission, elle guérira Locke de son empoisonnement. Elle leur révèle aussi qu'elle est la mère du Fauconnier, que les deux compères avaient combattu dans le tome premier, Les Mensonges de Locke Lamora.
Acculés, Locke et Jean acceptent le marché. Archedama Patience leur explique en quoi consiste le travail : faire élire une liste politique au détriment d'une autre lors des prochaines élections municipales de Khartain. Afin que Locke recouvre la santé, elle lui fait subir une intervention médicale magique. Après une nuit de souffrances intenses, Locke est guéri de son empoisonnement et recouvre la santé…
Arrivés à Khartain, les Salauds Gentilhommes apprennent que le parti adverse use de mêmes subterfuges et tromperies pour manipuler à leur avantage le scrutin. La stratège n'est autre que Sabetha, ancienne élève du Père Chains, première et unique amour de Locke.
En parallèle, les deux hommes se souviennent d'un voyage organisé où les Salauds Gentilhommes - alors composés de Locke, Jean, Calo, Galdo et Sabetha - voyagent pour leurs œuvres de voleurs sous la couverture d'une troupe de théâtre itinérante, et font la représentation d'une pièce, la République des Voleurs.